# 요시다촌 (미야기현 와타리군)
요시다촌(吉田村)은 1955년까지 미야기현 와타리군에 있던 촌이다. 현재의 와타리정에 해당한다.

## 역사
요시다촌 지역에서는 조몬시대의 니시바키, 가노, 히라바, 이치노자카 각 유적과 하타나카 조개무덤이 발견되었으며, 요시다무라 사무소 및 요시다 초등학교 북쪽 언덕에는 야요이 시대부터 헤이안 시대까지의 취락지인 미야마에 유적이 있으며, 그 북쪽의 나가토로에는 나가이도 고분군, 조반선 선로 아래 바닷가에 있는 제방에는 오츠카 고분 등이 조성되어 있다. 상당히 이른 시기부터 거주지로 사용되었던 흔적이 남아 있다.
- 1889년 4월 1일 - 정촌제 시행에 수반해 요시다촌이 성립하였다
- 1908년 5월 30일 - 화재로 인해 마을회관이 전소되어 마을회관을 오하타마치 북쪽으로 이전했다.
- 1955년 2월 1일 - 와타리 정, 아라하마 정, 오쿠마 촌과 합병해 와타리정이 되었다.

## 지역

### 인구
| 1920년 | 3,621명 |  |
| 1925년 | 4,090명 |  |
| 1930년 | 4,423명 |  |
| 1935년 | 4,671명 |  |
| 1940년 | 4,738명 |  |
| 1947년 | 6,255명 |  |
| 1950년 | 6,451명 |  |

※국제조사로부터

### 教育
- 吉田村立吉田小学校
- 吉田村立長瀞小学校
- 吉田村立吉田中学校

## 교통

### 철도
- 일본국유철도 조반선

### 도로
- 국도 6호선